# Małgorzata Właszczuk
Małgorzata Właszczuk est une ancienne joueuse de volley-ball polonaise née le 22 novembre 1993. Elle mesure 1,80 m et jouait au poste de réceptionneuse-attaquante. 

## Clubs
| Club               | De        | À         |
| ------------------ | --------- | --------- |
| AZS Białystok      | 2009-2010 | 2011-2012 |
| Orange de Syracuse | 2012-2013 | 2014-2015 |